# Upplands runinskrifter 1139
Upplands runinskrifter 1139 återfinns i Lingnåre kulturreservat Hållnäs socken. Stenen flyttades från Ängvreta 1930, där den tjänstgjort som tröskelsten i stallet. Ursprungligen har den varit rest efter den gamla landsvägen mot Hållnäs kyrka. Restes 1933. Uppmålad 1979.

## Inskriften
Translitterering av runraden:
§P huskarl ' auk tiuʀi ' faþrkaʀ tuaiʀ rastu stain þina| |aftiʀ ' t͡riuʀkaiʀ (b)ruþur huskarlsa ' auk sun tiuʀa in fasþikn raist a runoʀ þisaʀ þaiʀ --- 
§Q huskarl ' auk tiuʀi ' faþrkaʀ tuaiʀ rastu stain þina| |aftiʀ ' t͡riuʀkaiʀ (b)ruþur huskarlsa ' auk sun tiuʀa in fasþikn raista runoʀ þisaʀ þaiʀ ---
Normalisering till runsvenska:
§P Huskarl ok Diuʀi, fæðrgaʀ tvæiʀ, ræistu stæin þenna æftiʀ Diuʀgæiʀ, broður Huskarls ok sun Diuʀa. En Fastþegn ræist a runaʀ þessaʀ þæiʀ ... 
§Q Huskarl ok Diuʀi, fæðrgaʀ tvæiʀ, ræistu stæin þenna æftiʀ Diuʀgæiʀ, broður Huskarls ok sun Diuʀa. En Fastþegn ræist runaʀ þessaʀ þæiʀ ...
Översättning till nusvenska:
Huskarl och Djure, fader och son, reste denna sten efter Djurger, Huskarls broder och Djures son. Och Fasttegn ristade dessa runor.